# Bul-Bul
Bul-Bul ou, de son vrai nom, Mourtouza Rza oglu Mammadov (né à Khanbagi (Choucha) le 22 juin 1897, mort à Bakou le 26 septembre 1961) est un chanteur populaire et un chanteur d’opéra (ténor) azerbaïdjanais. Il est l’un des fondateurs du théâtre musical national azerbaïdjanais, ainsi qu'un pédagogue et un artiste du Peuple de l'URSS (1938). Il est le père de l'acteur, homme politique et diplomate soviétique et azerbaïdjanais Polad Bülbüloğlu.

## Biographie

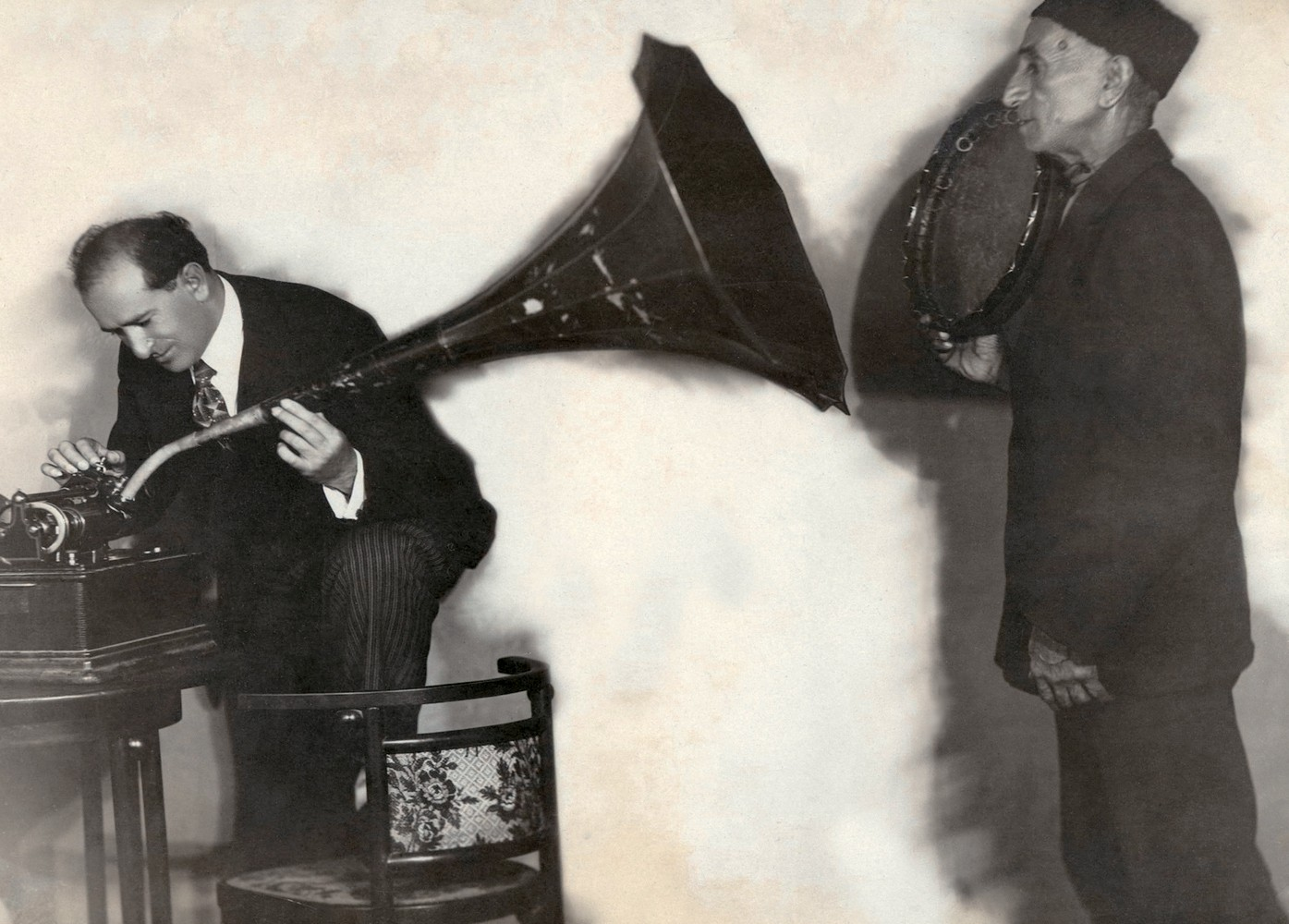
Bul-Bul et Djabbar Garyaghdioghlu.

Bul-Bul naît en 1897 dans le village de Khanbaghi, dans la banlieue de Choucha (gouvernement d'Elizavetpol), dans la famille d’un maroquinier.
Dès l’enfance, il est connu pour son talent musical, qui lui vaut le surnom de Bul-Bul (« rossignol » en azéri). Par la suite, le chanteur choisit ce surnom comme nom de scène.
En 1920, il devient soliste du Théâtre d’opéra et de ballet azerbaïdjanais. Bul-Bul étudie ensuite au Conservatoire de Bakou (classe de Nikolaï Speranski) jusqu'en 1927. Il poursuit ses études à La Scala de Milan, chez Giuseppe Anselmi et R. Grani.
En 1933, son premier fils, Emin, vient au monde d'un premier mariage avec Gulara Iskandérova (première interprète du rôle de Nigar dans l’opéra Keroglu en 1936, fille unique de la première femme médecin azerbaïdjanaise, 1933-1999). Un second fils, Polad, naît en 1945.
Bul-Bul est le premier interprète du personnage principal de l’opéra Keroglu d'Uzeyir Hajibeyov en 1936.
De 1932 à 1961, Bul-Bul enseigne au Conservatoire d'État d'Azerbaïdjan. En 1940, il est promu au grade de professeur.
En 1957, il préside le jury du concours de chant classique au VIe Festival mondial de la jeunesse et des étudiants à Moscou. 
Il meurt en 1961 et est enterré dans l’Allée d’honneur à Bakou.

## Œuvre

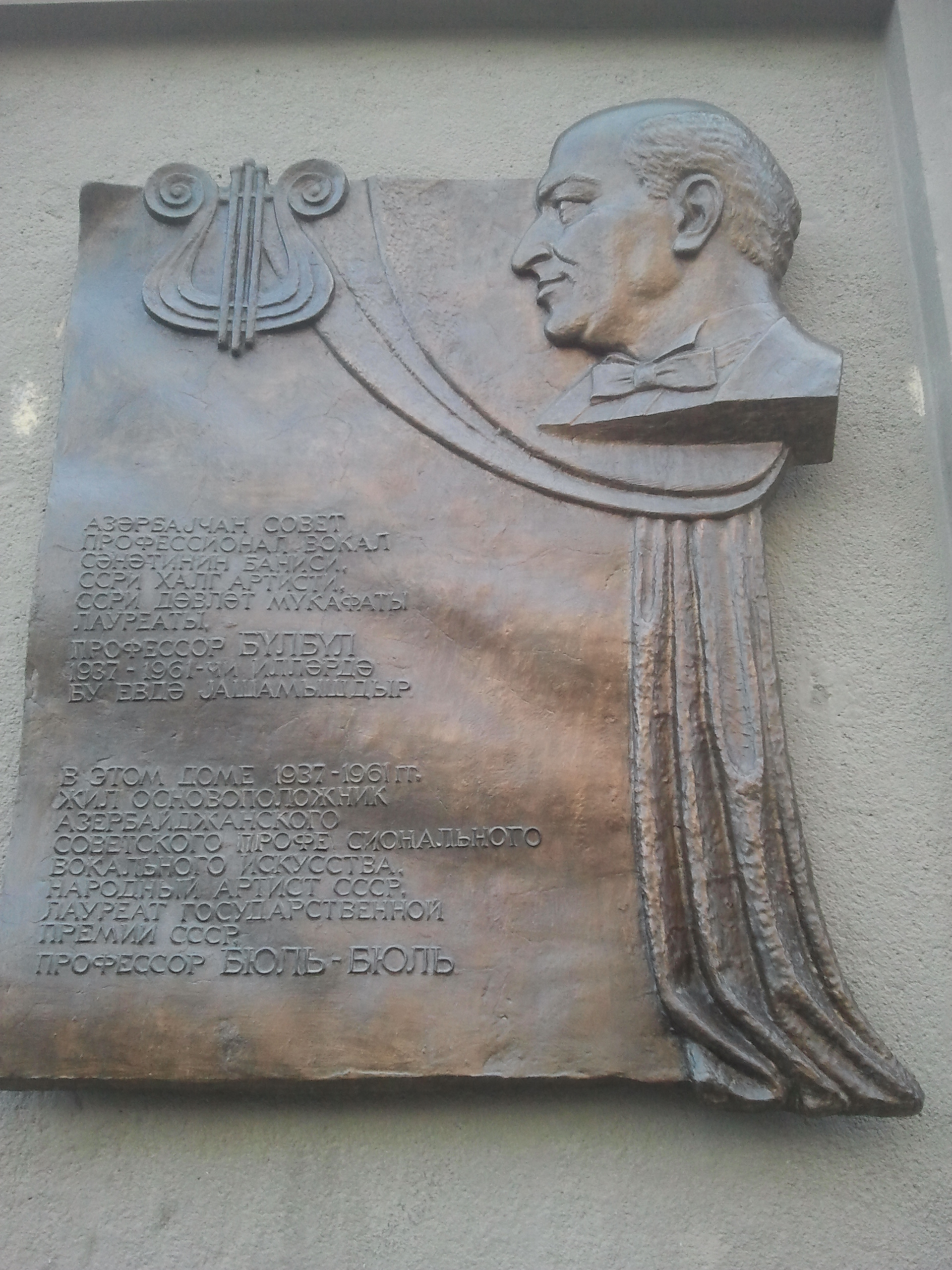
La plaque lors de la construction où le chanteur azerbaïdjanais, le ténor d'opéra et professeur Bulbul (Murtuza Mammadov) ont vécu à Bakou

Dans son chant, Bul-Bul se distingue par la synthèse entre des motifs folkloriques azéris et les traditions de l'opéra classique italien.
Bul-Bul a en outre conseillé Fikret Amirov pour sa composition de mughams symphoniques.
Les monographies de Bul-Bul sont encore utilisées comme supports scientifiques pour l’étude de la musique folklorique azérie. Il est le premier musicien qui a créé des supports pour les étudiants qui apprennent à jouer des instruments traditionnels, tels que le târ, le kamânche et le balaban.

## Récompenses
- artiste du peuple de la RSS d'Azerbaïdjan (1935)
- artiste du peuple de l'URSS (1938)
- ordre de l'Insigne d'honneur (1938)
- prix Staline de 1er classe (1950), pour l'interprétation de la musique folklorique azérie
- ordre de Lénine (1946, 1959)
- ordre du Drapeau rouge du Travail (1936, 1958)